# Lasgo
Lasgo ist eine Vocal-Trance-Formation aus Belgien. Sie besteht aus dem Songwriter und Produzenten Peter Luts (* 14. Dezember 1971), dem Songwriter und Produzenten Jef Martens und der Sängerin Jelle van Dael (* 2. Mai 1990 in Opglabbeek, Belgien). Mit bisher weit mehr als fünf Millionen verkauften Tonträgern (Singles und Alben) ist Lasgo einer der erfolgreichsten Acts der Elektronischen Tanzmusik der Welt. Die Gruppe zählt neben Sylver und Milk Inc. zu den Pionieren des Vocal Trance.
Peter Luts ist nicht nur als Produzent von Ian Van Dahl bekannt, sondern ist außerdem ein gefragter Remixer und DJ.

## Geschichte

### 2001–2002
Im Jahr 2001 arbeiteten David Vervoort und Peter Luts zusammen an verschiedenen Club-Songs, darunter auch Something. Man suchte eine Sängerin und da man Evi Goffin bereits von ihrem Gesang für Fiocco und 2 Fabiola kannte, wurde sie gewählt. Weil David ein großer Schottland-Fan ist bzw. ein Teil seiner Familie in Schottland lebt, war die größte Stadt in Schottland Inspiration für den Namen des neuen Dance-Projekts: Lasgo – die Verkürzung des Namens Glasgow um den ersten und letzten Buchstaben.
Die im Juni 2001 veröffentlichte Debüt-Single Something wurde zu einem Chartstürmer: zunächst in Belgien, danach auch in Deutschland, Spanien und anderen europäischen Ländern. Der Song erhielt sowohl in Belgien als auch in Deutschland eine Goldene Schallplatte für mehr als 15.000 bzw. 250.000 verkaufte Exemplare. Something wurde in Belgien bei den TMF Awards als beste nationale Single des Jahres 2001 ausgezeichnet. Mit Something wurden im Jahr 2004 Peter Luts und David Vervoort zwei BMI Awards für ihren Erfolg als Songwriter in den Kategorien Pop und Dance verliehen. Das Musikvideo von Something wurde auf dem Gelände des Prager Hauptbahnhofes gedreht.
Die zweite Single Alone erschien Anfang November 2001, konnte aber wie alle weiteren Singles auch den Erfolg von Something nicht übertreffen. In Großbritannien war Alone ein Top-10-Hit.
Im November 2001 wurde das innerhalb von fünf Monaten aufgenommene Debüt-Album Some Things veröffentlicht. Überraschenderweise wurde im Oktober 2002 Pray als dritte Single aus dem ersten Album ausgekoppelt, obwohl einen Monat vorher der nicht auf dem Album enthaltener Song I Wonder auf Vinyl erschienen war. Das Debüt-Album Some Things wurde im Dezember 2002 neu veröffentlicht: Es enthält 3 weitere Songs, die in der ersten Veröffentlichung nicht enthalten waren: Searching, You und I Wonder.

### 2003–2006
Nach einer längeren Pause erscheint als Vorbote des zweiten Albums der Song Surrender im Oktober 2003 als Vinyl und im Januar 2004 als Single-CD. All Night Long von Januar 2005 erreicht nur in Belgien die Top-10 der Single-Charts. Das zweite Album Far Away erschien einen Monat später im Februar 2005 in Belgien und in den USA. Das Album ist vom Electro-Pop der 80er Jahre beeinflusst, weil David Depeche Mode als seine größte Inspirationsquelle bezeichnet. So ist aus den 1980ern eine Coverversion auf dem Album zu finden: Hold Me Now (im Original aus dem Jahr 1984 von den Thompson Twins). Die Lied-Texte des Albums stammen überwiegend von Annemie Coenen, der damaligen Sängerin von Ian Van Dahl.
Aus dem Album Far Away wurden weitere Singles ausgekoppelt, die bei weitem nicht an die Erfolge der ersten Singles aus dem ersten Album anknüpfen konnten: Who’s That Girl? (Feat. David Bayer) erscheint Ende Juni 2005 in Belgien und Anfang Januar 2006 in Deutschland. Im dazugehörigen Video spielt Evi wegen ihrer Schwangerschaft zum ersten und einzigen Mal nicht die Hauptrolle. Nach der Vorstellung der Single Lying u. a. beim Auftritt am 1. Oktober von Lasgo bei den TMF Awards 2005 in Belgien erschien diese Ende Oktober 2005. Für die Single wurde der Song mit anderen Sounds neu abgemischt, auf dem Album ist er in der Form nicht zu finden. In den USA wurde Hold Me Now Ende Juni 2006 aus dem Album ausgekoppelt.
Seit Mitte des Jahres 2006 gab es außer den gemeinsamen Konzerten mit Ian Van Dahl (Lasgo vs Ian Van Dahl "Battle Tour") im April/Mai/Juni 2006 weder Auftritte von Lasgo als Band noch eine neue Veröffentlichung, die auf ein neues Album hätte hinweisen können.

### 2007–2009
Ende Mai 2008 wurde öffentlich, dass Evi als Sängerin nicht mehr zur Verfügung steht. Wenig später gab David bekannt, dass auch er kein Interesse mehr am Projekt Lasgo habe.
Im Zuge einer Castingshow mit dem Namen „Let’s Go Lasgo“ des belgischen Fernsehsenders JIM wurde im Juli und August 2008 eine neue Sängerin für Lasgo gesucht, aus der die 18-jährige Jelle van Dael als Siegerin hervorging. Die erste Single mit ihr als Vokalistin trägt den Titel Out Of My Mind und wurde am 1. September 2008 in Belgien veröffentlicht.

## Ehemalige Mitglieder

### Evi Goffin
Evi Goffin (* 27. Februar 1981 in Antwerpen, Belgien) war vor ihrer Zeit bei Lasgo unter dem Pseudonym Medusa als Gastsängerin für Fiocco und 2 Fabiola tätig. David Vervoort und Peter Luts engagierten sie für das Projekt Lasgo, weil man sie bereits von ihrem Gesang für Fiocco und 2 Fabiola kannte.
Im Herbst 2006 kam es zwischen ihr und dem Management zu Konflikten, sodass es zu keinen neuen Veröffentlichungen kam. Die nach außen zunächst als Auszeit kommunizierte Pause als Sängerin wegen der Geburt ihres ersten Sohnes wurde im Sommer 2008 durch die Suche nach einer neuen Sängerin für Lasgo beendet. Evi Goffin verließ 2008 Lasgo.

### David Vervoort
Der Songwriter, Keyboarder, Sänger und Produzent David Vervoort (* 28. Dezember 1977 in Bonheiden, Belgien) war ebenfalls Produzent von Ian Van Dahl. Unter dem Künstlernamen DJ Dave McCullen ist er auch als DJ tätig.
Ende Mai 2008 schied David aus dem Projekt Lasgo aus, da er nach eigener Aussage kein Interesse mehr daran gehabt habe, Lieder im Lasgo-Stil zu schreiben.

## Diskografie

### Studioalben
| Jahr | Titel       | Höchstplatzierung, Gesamtwochen, AuszeichnungChartplatzierungen (Jahr, Titel, Platzierungen, Wochen, Auszeichnungen, Anmerkungen) | Höchstplatzierung, Gesamtwochen, AuszeichnungChartplatzierungen (Jahr, Titel, Platzierungen, Wochen, Auszeichnungen, Anmerkungen) | Höchstplatzierung, Gesamtwochen, AuszeichnungChartplatzierungen (Jahr, Titel, Platzierungen, Wochen, Auszeichnungen, Anmerkungen) | Höchstplatzierung, Gesamtwochen, AuszeichnungChartplatzierungen (Jahr, Titel, Platzierungen, Wochen, Auszeichnungen, Anmerkungen) | Höchstplatzierung, Gesamtwochen, AuszeichnungChartplatzierungen (Jahr, Titel, Platzierungen, Wochen, Auszeichnungen, Anmerkungen) | Höchstplatzierung, Gesamtwochen, AuszeichnungChartplatzierungen (Jahr, Titel, Platzierungen, Wochen, Auszeichnungen, Anmerkungen) | Anmerkungen                              |
| Jahr | Titel       | DE | AT | CH | UK | US | BEF | Anmerkungen                              |
| ---- | ----------- | --- | --- | --- | --- | --- | --- | ---------------------------------------- |
| 2001 | Some Things | DE82 (1 Wo.)DE | — | — | UK30 (4 Wo.)UK | — | BEF11 (10 Wo.)BEF | Erstveröffentlichung: 18. Oktober 2001   |
| 2005 | Far Away    | — | — | — | — | — | BEF15 (10 Wo.)BEF | Erstveröffentlichung: 6. Januar 2005     |
| 2009 | Smile       | — | — | — | — | — | BEF8 (15 Wo.)BEF | Erstveröffentlichung: 14. September 2009 |

### Singles
| Jahr | Titel Album               | Höchstplatzierung, Gesamtwochen, AuszeichnungChartplatzierungen (Jahr, Titel, Album, Platzierungen, Wochen, Auszeichnungen, Anmerkungen) | Höchstplatzierung, Gesamtwochen, AuszeichnungChartplatzierungen (Jahr, Titel, Album, Platzierungen, Wochen, Auszeichnungen, Anmerkungen) | Höchstplatzierung, Gesamtwochen, AuszeichnungChartplatzierungen (Jahr, Titel, Album, Platzierungen, Wochen, Auszeichnungen, Anmerkungen) | Höchstplatzierung, Gesamtwochen, AuszeichnungChartplatzierungen (Jahr, Titel, Album, Platzierungen, Wochen, Auszeichnungen, Anmerkungen) | Höchstplatzierung, Gesamtwochen, AuszeichnungChartplatzierungen (Jahr, Titel, Album, Platzierungen, Wochen, Auszeichnungen, Anmerkungen) | Höchstplatzierung, Gesamtwochen, AuszeichnungChartplatzierungen (Jahr, Titel, Album, Platzierungen, Wochen, Auszeichnungen, Anmerkungen) | Anmerkungen                                         |
| Jahr | Titel Album               | DE | AT | CH | UK | US | BEF | Anmerkungen                                         |
| ---- | ------------------------- | --- | --- | --- | --- | --- | --- | --------------------------------------------------- |
| 2001 | Something Some Things     | DE8 Gold · (17 Wo.)DE | AT9 (19 Wo.)AT | CH59 (12 Wo.)CH | UK4 Platin · (17 Wo.)UK | US35 (20 Wo.)US | BEF5 Gold · (19 Wo.)BEF | Erstveröffentlichung: 15. Juni 2001                 |
| 2001 | Alone Some Things         | DE22 (9 Wo.)DE | AT25 (9 Wo.)AT | CH89 (3 Wo.)CH | UK7 (9 Wo.)UK | US83 (14 Wo.)US | BEF3 (13 Wo.)BEF | Erstveröffentlichung: 28. September 2001            |
| 2002 | Pray Some Things          | DE31 (8 Wo.)DE | AT43 (7 Wo.)AT | — | UK17 (7 Wo.)UK | — | BEF11 (12 Wo.)BEF | Erstveröffentlichung: 20. September 2002            |
| 2003 | Surrender Far Away        | DE49 (6 Wo.)DE | — | — | UK24 (4 Wo.)UK | — | BEF6 (11 Wo.)BEF | Erstveröffentlichung: 18. November 2003             |
| 2004 | All Night Long Far Away   | DE73 (3 Wo.)DE | — | — | — | — | BEF8 (12 Wo.)BEF | Erstveröffentlichung: 19. November 2004             |
| 2005 | Who’s That Girl? Far Away | DE87 (3 Wo.)DE | — | — | — | — | BEF22 (10 Wo.)BEF | Erstveröffentlichung: 26. Mai 2005 feat. Dave Beyer |
| 2005 | Lying Far Away            | — | — | — | — | — | BEF16 (11 Wo.)BEF | Erstveröffentlichung: 23. September 2005            |
| 2008 | Out of My Mind Smile      | — | — | — | — | — | BEF7 (23 Wo.)BEF | Erstveröffentlichung: 24. Juli 2008                 |
| 2009 | Gone Smile                | — | — | — | — | — | BEF5 (14 Wo.)BEF | Erstveröffentlichung: 1. Februar 2009               |
| 2009 | Lost Smile                | — | — | — | — | — | BEF4 (9 Wo.)BEF | Erstveröffentlichung: 9. Juli 2009                  |
| 2009 | Over You Smile            | — | — | — | — | — | BEF23 (4 Wo.)BEF | Erstveröffentlichung: 23. November 2009             |
| 2010 | Tonight –                 | — | — | — | — | — | BEF29 (5 Wo.)BEF | Erstveröffentlichung: 21. Juni 2010                 |
| 2011 | Here with Me –            | — | — | — | — | — | BEF30 (6 Wo.)BEF | Erstveröffentlichung: 20. Juni 2011                 |

Weitere Singles
- 2002: I Wonder (nur als Vinyl)
- 2006: Hold Me Now (nur in den USA veröffentlicht)
- 2012: Sky High
- 2012: Can’t Stop
- 2013: Something 2013 (feat. Taylor Jones)
- 2013: Feeling Alive

## Auszeichnungen für Musikverkäufe
| Goldene Schallplatte - Dänemark - 2023: für die Single Something |

Anmerkung: Auszeichnungen in Ländern aus den Charttabellen bzw. Chartboxen sind in ebendiesen zu finden.
| Land/RegionAuszeichnungen für Musikverkäufe (Land/Region, Auszeichnungen, Verkäufe, Quellen) | Gold     | Platin  | Verkäufe | Quellen           |
| -------------------------------------------------------------------------------------------- | -------- | ------- | -------- | ----------------- |
| Belgien (BRMA)                                                                               | Gold1    | —       | 15.000   | ultratop.be       |
| Dänemark (IFPI)                                                                              | Gold1    | —       | 45.000   | ifpi.dk           |
| Deutschland (BVMI)                                                                           | Gold1    | —       | 250.000  | musikindustrie.de |
| Vereinigtes Königreich (BPI)                                                                 | —        | Platin1 | 600.000  | bpi.co.uk         |
| Insgesamt                                                                                    | 3× Gold3 | Platin1 |          |                   |

## Auszeichnungen
- 2001: „TMF Award 2001“ in der Kategorie „Best National Single“ für Something, Belgien.
- 2002: „WMC Award 2002“ in der Kategorie „Best New Dance Artist Group“, USA.[7]
- 2002: „Smash Hits Award“ in der Kategorie „Best Dance Act“, Großbritannien.[8]
- 2004: „WMC Award 2003“ in der Kategorie „Best Hi-Energy / Euro Track“ für Alone, USA.[9]
- 2004: „European Border Breakers Award“ für das Debütalbum Some Things.[10]
- 2004: „BMI Award“ in der Kategorie „Dance“ für Something, UK.[11]
- 2004: "BMI Award" in der Kategorie "Pop" für Something, UK.[11]